# Paul Poupard
Paul Poupard (Angers, Francia, 30 de agosto de 1930) es un cardenal francés.
Es Presidente emérito del Consejo Pontificio para la Cultura, Presidente emérito del Consejo Pontificio para el Diálogo Interreligioso.

## Biografía

### Sacerdocio
Tras sus estudios fue ordenado sacerdote el 18 de diciembre de 1954 y de inmediato comenzó como profesor, sin dejar de profundizar en sus estudios y dedicado también a sus encargos pastorales.
Se doctoró en Teología e Historia en la Sorbona, con una tesis sobre la relación entre razón y fe y entre la Iglesia y el Estado, y obtuvo el diploma de la Escuela de Estudios Avanzados, en la sección de ciencias religiosas, y luego desempeñó numerosas funciones. Entre otras, desde 1958 hasta 1959 fue contratado por el Centro Nacional de Investigación Científica y de 1959 a 1971, fue oficial de la Secretaría de Estado y capellán del Instituto de San Domenico en Roma. En esta función, estuvo presente en la solemne apertura del Concilio Vaticano II y trabajó al lado de Juan XXIII y Pablo VI.
De vuelta a Francia, se desempeñó durante diez años como Rector del Instituto Católico de París. 

### Episcopado
El 2 de febrero de 1979 fue elegido obispo titular de Usula y nombrado auxiliar del arzobispo de París. Recibió la ordenación episcopal el 6 de abril y, al mismo tiempo fue llamado a unirse al Colegio de la Congregación para la Evangelización de los Pueblos y al Secretariado para los no cristianos.
Fue Vicepresidente de la Sociedad de Historia de la Iglesia de Francia, miembro de la Consejo Superior de la Escuela práctica de Altos Estudios, del alto comité de la lengua francesa y de la Academia Francesa de Bellas Artes, Ciencias y Artes de Angers. Esta actividad le ha ganado numerosos premios como el Gran Premio Cardenal Grente de la Academia Francesa, Caballero de la Legión de honor y otros.
Además de ser el autor de numerosos ensayos, también ha colaborado en la redacción de varias obras colectivas. También ofreció su colaboración con estudios y artículos a las revistas más prestigiosas de la cultura católica en el mundo.
El 27 de junio de 1980, cuando era el obispo auxiliar de París, Juan Pablo II lo nombró arzobispo, llamándolo a ocupar el cargo de Pro-Presidente de la Secretaría para los No-creyentes y, dos años más tarde, Presidente del recién formado Comité Ejecutivo del Consejo Pontificio para la Cultura.

### Cardenalato
Creado por Juan Pablo II cardenal en el Consistorio del 27 de mayo de 1985, con el título de Santa Práxedes (hasta el 29 de enero de 1996, la diaconía de S. Eugene).
Fue presidente del Consejo Pontificio para el Diálogo con los no creyentes hasta el 4 de abril de 1993, cuando este se fusionó con el Consejo Pontificio para la Cultura.
Desde el 19 de abril de 1988 hasta el 3 de septiembre de 2007 fue presidente del Consejo Pontificio para la Cultura.
El 11 de marzo de 2006, el Santo Padre Benedicto XVI, para favorecer un diálogo más intenso entre los hombres de cultura y representantes de diversas religiones, unió el presidente del Consejo Pontificio para el Diálogo Interreligioso a la del Consejo Pontificio de la Cultura y nombró al cardenal Poupard también Presidente del Consejo Pontificio para el Diálogo Interreligioso, hasta el 25 de junio de 2007.
Delegado del presidente de la Segunda Asamblea Especial para Europa del Sínodo de los Obispos (1-23 de octubre de 1999).
Es miembro de: 
- Congregaciones: para el Culto Divino y la Disciplina de los Sacramentos, para la Evangelización de los Pueblos, para la Educación Católica
- Consejos Pontificios: para los Laicos, para la Promoción de la Unidad de los Cristianos.

## Algunas obras
Libros
- Diccionario de las religiones. Herder. 1987. ISBN 9788425415470. Archivado desde el original el 10 de septiembre de 2010. Consultado el 6 de febrero de 2010.
- ¿Dónde está tu Dios? La fe cristiana ante la increencia religiosa. Comercial Editora de Publicaciones. 2005. ISBN 9788470508295.
- Where Is Your God?: Responding to the Challenge of Unbelief And Religious Indifference Today. Liturgy Training. 2004. ISBN 9781568545622.
- Jesucristo portador del agua de la vida. Ediciones Palabra. 2003. ISBN 9788482397436.
- Christianisme et identité nationale: une certaine idée de l'Europe. Editions Beauchesne. 1994. ISBN 9782701012964.
- Connaissance du Vatican: histoire, organisation, activité. Editions Beauchesne. 1974. ISBN 9782701003924.
- Correspondance inédite entre Mgr. Antonio Garibaldi à Paris et Mgr. Césaire Mathieu, archevêque de Besançon. Editrice Pontificia Università Gregoriana. 1961. ISBN 9788876526244.
- O Cristo tu ci sei necessario. Meditiamo con Paolo VI. Paoline. 2001. ISBN 9788831521796.

Otros escritos
- Discurso en el Encuentro con los diplomáticos de los países de mayoría musulmana y exponentes de las comunidades musulmanas en Italia (25 de septiembre de 2006)
- Presentación del documento Jesucristo, portador de agua viva. Una reflexión cristiana sobre la Nueva Era